# Relatieve aanwezigheid
Met relatieve aanwezigheid of relatieve abundantie wordt bij elk scheikundig element per isotoop aangegeven hoeveel atomen daarvan op Aarde voorkomen in verhouding tot hoeveel atomen van het element in totaal op Aarde voorkomen. Technisch gezien is deze abundantie een molfractie die het aandeel van een bepaald nuclide in een isotopenmengsel weergeeft.
De atoommassa die in het periodiek systeem bij een element staat vermeld, is een gewogen gemiddelde van de nuclidemassa's van alle natuurlijke isotopen, waarbij de relatieve aanwezigheid de wegingsfactor is.
Zo is de relatieve atoommassa van chloor 35,45 omdat chloor in de natuur voorkomt als 75,76 % chloor-35 (ma = 34,968 852 682 u) en 24,24 % als chloor-37 (ma = 36,965 902 602 u).
{\displaystyle A_{\mathrm {r} }=0{,}7576\times 34{,}968\ 852\ 682+0{,}2424\times 36{,}965\ 902\ 602=35{,}45}

## Relatieve aanwezigheid en bindingsenergie
In onderstaande tabel staat de bindingsenergie per nucleon (BE) en de relatieve aanwezigheid (RA) van een aantal lichte elementen met een even atoomnummer. De tabel laat zien dat het isotoop op de lijn Z = N vaak wel de hoogste RA maar niet de hoogste BE en het thermodynamisch gunstigste neutronenoverschot (NO) heeft:
| Iso  | Z  | N  | NO | BE (MeV)  | RA (%) |
| ---- | -- | -- | -- | --------- | ------ |
| 16O  | 8  | 8  | 0  | 7,976 206 | 99,75  |
| 18O  | 8  | 10 | 2  | 7,767 025 | 0,21   |
| 20Ne | 10 | 10 | 0  | 8,032 24  | 90,45  |
| 22Ne | 10 | 12 | 2  | 8,080 465 | 9,25   |
| 24Mg | 12 | 12 | 0  | 8,260 709 | 79,0   |
| 26Mg | 12 | 14 | 2  | 8,333 872 | 11,0   |
| 32S  | 16 | 16 | 0  | 8,493 134 | 94,9   |
| 34S  | 16 | 18 | 2  | 8,583 501 | 4,3    |
| 36S  | 16 | 20 | 4  | 8,575 387 | 0,02   |
| 36Ar | 18 | 18 | 0  | 8,519 909 | 0,33   |
| 38Ar | 18 | 20 | 2  | 8,614 273 | 0,06   |
| 40Ar | 18 | 22 | 4  | 8,595 259 | 99,60  |
| 40Ca | 20 | 20 | 0  | 8,551 301 | 96,94  |
| 42Ca | 20 | 22 | 2  | 8,616 559 | 0,65   |
| 44Ca | 20 | 24 | 4  | 8,658 17  | 2,09   |
| 46Ca | 20 | 26 | 6  | 8,668 885 | 0,004  |
| 48Ca | 20 | 28 | 8  | 8,666 467 | 0,19   |

In de tabel zijn de isotopen met de hoogste RA met geel en de isotopen met de hoogste BE met blauw aangegeven. Het NO van het isotoop met de hoogste BE is bij elk element in de tabel met rood geaccentueerd.

Naarmate de kernlading hoger wordt komen de stabiele isotopen steeds verder boven de lijn Z = N te liggen. Daaruit blijkt dat kernen met een hoge kernlading stabieler zijn bij een groter neutronenoverschot. Voor zwaardere elementen met een even atoomnummer neemt het aantal stabiele isotopen toe. Helium en koolstof hebben 2, zuurstof, neon, magnesium, silicium, argon, chroom en ijzer hebben 3, zwavel en calcium hebben 4, titanium en nikkel hebben 5, osmium heeft 6 en kwik heeft 7 stabiele isotopen.